# Пјамо (Варезе)
Пјамо је насеље у Италији у округу Варезе, региону Ломбардија.
Према процени из 2011. у насељу је живело 83 становника. Насеље се налази на надморској висини од 349 м.